# Dinóstrato
Dinóstrato (en griego Δεινόστρατος, ca. 390 a. C. - ca. 320 a. C.) fue un matemático y geómetra griego, hermano de Menecmo. Es conocido por emplear la cuadratriz para resolver el problema de la cuadratura del círculo.

## Vida y obra
La máxima contribución de Dinóstrato a las matemáticas fue su solución al problema de la cuadratura del círculo. Para resolver este problema, Dinóstrato empleó la trisectriz de Hippias, que más tarde fue conocida como cuadratriz después de la solución de Dinóstrato. Aunque Dinóstrato resolvió el problema de la cuadratura del círculo, no empleó para ello exclusivamente regla y compás, por lo que para los griegos su solución violaba los principios fundacionales de sus matemáticas. Más de dos mil años después se probaría que es imposible resolver el problema de la cuadratura del círculo mediante el uso exclusivo de regla y compás.

Cuadratriz de Dinóstrato. Trisectriz de Hippias.
Cuadratriz de Dinóstrato.

## Citas y pies de página
1. 1 2  Boyer (1991). «The age of Plato and Aristotle». pp. 96-97. «Dinostratus, brother of Menaechmus, was also a mathematician, and where one of the brothers "solved" the duplication of the cube, the other "solved" the squaring of the circle. The quadrature because a simple matter once a striking property of the end point Q of the trisectrix of Hippias had been noted, apparently by Dinostratus. If the equation of the trisectrix (Fig. 6.4) is πrsin θ = 2aθ, where a is the side of the square ABCD associated with the curve, [...] hence, Dinostratus' theorem is established - that is, AC/AB = AB/DQ. [...] Inasmuch as Dinostratus showed that the trisectrix of Hippias serves to square the circle, the curve more commonly came to be known as the quadratrix. It was, of course, always clear to the Greeks that the use of the curve in the trisection and quadrature problems violated the rules of the game - that circles and straight lines only were permitted. The "solution" of Hippias and Dinostratus, as their authors realized, were sophistic; hence, the search for further solutions, canonical or illegitimate, continued with the result that several new curves were discovered by Greek geometers.»